# Юнище
Ю́нище (бел. Юнішча) — деревня в Столинском районе Брестской области Беларуси. Входит в состав Видиборского сельсовета. Население — 157 человек (2019).

## География
Расположена в 5 км от Столина, в 250 км от Бреста, в 5 км от железнодорожной станции Видибор.

## История
Во второй половине XIX века — начале XX века — деревня в Столинской волости Пинского повета Минской губернии во владениях Солтанов. В 1880-е годы в деревне была мельница, винокурный завод, церковь. В 1897 году — церковь, хлебозапасный магазин, питейный дом.
С 1921 по 1939 годы в составе Столинской гмины Лунинецкого повята Полесского воеводства Польши. С 1939 года в составе БССР.
С 12 октября 1940 года деревня в составе Столинского района Пинской области. С 8 января 1954 года в Брестской области.
C июля 1941 года по начало июля 1944 года была оккупирована немецко-фашистскими войсками.
В 1970 году в составе колхоза «Путь к коммунизму», позже в колхозе «Столинский».

## Население
Население деревни на 2019 год составляло 157 человек.
| 1897 | 1909  | 1970  | 2005  | 2009  | 2019  |
| ---- | ----- | ----- | ----- | ----- | ----- |
| 298  | ▲ 362 | ▲ 367 | ▼ 298 | ▼ 247 | ▼ 157 |

## Инфраструктура
Работает магазин, а также фельдшерско-акушерский пункт.

## Достопримечательность
- Городище. В 1,5 километрах к северо-западу от деревни. Не прибегая к раскопкам, городище было исследовано в 1955 году археологом Юрием Кухаренко, в 1970 году — Короткевичем, в 1980 году — Залашко. Площадка прямоугольная (55 на 70 метров), с юга, севера и запала укреплена двумя валами высотой 1—3,5 метра. У основания валов прослеживается ров глубиной около метра[4].